# Nicolas Antiba
Nicolas Antiba (ur. 25 grudnia 1945 w Aleppo) – syryjski duchowny melchicki, od 2018 wikariusz patriarszy Damaszku, 1992 - 2018 arcybiskup Bosry i Hauran.

## Życiorys
Święcenia prezbiteratu przyjął 19 września 1971. 2 maja 2013 został mianowany arcybiskupem Bosry i Hauran. Sakry udzielił mu 16 września 1995 melchicki patriarcha Antiochii Grzegorz III Laham, któremu towarzyszyli melchicki emerytowany arcybiskup Bosry i Hauran Boulos Nassif Borkhoche oraz melchicki tytularny biskup Abila Lysaniae Georges Kahhalé Zouhaïraty. 3 marca 2018 mianowany został wikariuszem patriarszym Damaszku.